# Багновець гострохвостий
Багновець гострохвостий (Ammospiza caudacuta) — вид горобцеподібних птахів родини Passerellidae. Поширений у Північній Америці.

## Поширення
Птах мешкає у вузькій прибережній смузі на сході США від штату Мен на південь до півострова Делмарва. Взимку північні популяції мігрують на південь. Зимовий ареал простягається від Меріленда та Массачусетсу аж до Флориди. Населяє населяє солончакові та вологі болота з щільними насадженнями мулистих трав (зокрема Spartina alterniflora, а також Spartina patens), ситника чи тризубців. Іноді він також трапляється на краях канав або берегів ставків.

## Підвиди
- A. c. caudacutus (J. F. Gmelin, 1788) — від штату Мен до Нью-Джерсі;
- A. c. diversus Bishop, 1901 — від Нью-Джерсі до півострова Делмарва.

## Опис
Птах завдовжки від 13 до 15 см. Він темно-коричневий на верхній частині тіла, з сильно смугастою спиною та коротким гострим хвостом на кінчику. Груди жовтуваті, з невеликою кількістю смужок або без них, а живіт білий. Обличчя вохристе з сірими щоками; горло біле, а тім'я темно-коричневе, без смужок.